# Cristóbal Mendoza
Cristóbal Hurtado de Mendoza, född 23 juni 1772 i Trujillo, Nya Granada, död 8 februari 1829, var Venezuelas första president.
Mendoza utbildades av sin far i ett franciskanskt kloster under vägledning av munken Antonio de Pereira. Vid sexton års ålder sändes han iväg till Caracas för att avsluta sin utbildning. 1794 tog han sin kandidat- i konst och doktorsexamen i juridik. Han flyttade till Santo Domingo där han studerade medborgarrätt och återvände sedan till Venezuela. 1811, vid 29 års ålder, blev han Venezuelas första president och påbörjade åtgärder för frihetskriget mot den spanske kungen. Det var Mendoza som författade Venezuelas självständighetsdeklaration. I mars 1811 fastslog Venezuelas första författningsförsamling att den verkställande makten skulle delas mellan tre män. Mendoza valdes enhälligt till den första av dessa män den 5 mars 1811. Under sin tid vid makten deltog han i det författningskonvent som utformade och genomförde Venezuelas första konstitution den 5 juli 1811.
Efter det första Venezuelas (Republiken Venezuela) fall, orsakad av Spaniens invasion, flyttade Mendoza till ön Granada. 1813 blev Simón Bolívar president och Mendoza skrev till honom: "Du bör komma utan dröjsmål: kom. Landet behöver dig. Jag kommer att gå före och erövra och du kommer att följa mig och organisera, eftersom du är organisatören och jag är erövraren."
Han återvände till Venezuela och blev guvernör över provinsen Mérida. Efter ett tag blev han även guvernör över Caracas. 1814 invaderade spanska styrkor för andra gången Republiken Venezuela och Mendoza tvingades återigen i exil, denna gång till Nederländska Antillerna. Därifrån skrev han en stor mängd artiklar som stöd till självständighetsrörelsen och mot den spanska dominansen. 1821 återvände han till Venezuela och blev justitieminister. 1826 blev han Venezuelas intendent.
Mendozas liv kännetecknades av en obruten lojalitet till Simón Bolívar och dennes ideal. Han förespråkade under hela sitt liv en federation av latinamerikanska republiker. Han motsatte sig den separatiststrävan som bland andra José Antonio Páez (som senare skulle komma att bli president över ett självständigt Venezuela) hade.
På sin dödsbädd nedtecknade han ett politiskt testamente i ett brev till Bolivar där han slog fast att hans ägodelar var "minnet av mina svaga tjänster för republiken och minnena av vår livslånga vänskap."
Cristóbal Mendoza dog i Caracas, den 8 februari 1829.